# Hypercompe simplex
Hypercompe simplex är en fjärilsart som beskrevs av Walker 1855. Hypercompe simplex ingår i släktet Hypercompe och familjen björnspinnare. Inga underarter finns listade i Catalogue of Life.